# Hermann Gruson
Hermann Jacques Gruson (Magdeburgo, 13 marzo 1821 – Magdeburgo, 30 gennaio 1895) è stato un inventore e imprenditore tedesco di origine francese.
Fu il costruttore di un cannone a tiro rapido da cinque centimetri, che da lui prese il nome. Il cannone è d'acciaio ed è costituito da un tubo e da un manicotto avvitati insieme. Il manicotto porta gli orecchioni e nella parte posteriore ha l'apertura contenente il congegno di chiusura. Questo è a cuneo con movimento dall'alto in basso e viceversa, a mezzo di una manovella: col lo stesso movimento del cuneo si produce l'armamento per percussore. Lo scatto si produce mediante una funicella applicata ad un gancio del grilletto, o mediante pressione sul braccio della leva del grilletto. Nel tiro lento la pressione è esercitata dalla mano; nel tiro rapido è esercitata automaticamente: Il cannone può essere incavalcato su tre tipi di affusti diversi: affusto a ruote, a candeliere, per torrette corazzate. 
- lunghezza del cannone, 116 cm;
- peso del cannone, 192 kg;

Il Gruson ideò anche corazze di ferro temperato e granate.